# 関ガール
関ガール（かんガール）はベイ・コミュニケーションズ、テレビ岸和田、BAN-BANテレビ（BAN-BANネットワークス）、姫路ケーブルテレビ、近鉄ケーブルネットワーク、KCN京都、洛西ケーブルビジョンで放送されるコミュニティチャンネル「GO!GO!関ガール2025」で活動するグループである。関西のケーブルテレビを応援するため、結成されたユニット。

## メンバー
現在のメンバー
- 塩崎令佳（2020年10月 - ）
- 長坂有紗（同上）
- 利倉真悠（同上）
- 横川夢衣（同上）
- 舞桜（2023年5月 - ）
- 春名凛和（同上）

卒業のメンバー
- 池田愛恵里
- 上原ありさ
- 佐藤夢
- 神崎紗衣
- 浦野由衣
- 伴郁佳
- 秋葉のぞみ
- 伏美亜里紗
- 清水綾音
- 服部紗也加
- 谷口夕佳
- 豊田さやか
- 日比野友香
- 松本菜緒

## 関ガールシーズン2 グループの歴史
- 2013年10月 池田愛恵里、服部紗也加、神崎紗衣、佐藤夢、上原ありさの5名でスタート

| スタブアイコン | サブスタブ | この項目は、まだ閲覧者の調べものの参照としては役立たない、アイドル（グラビアアイドル・ライブアイドル・ネットアイドル・レースクイーン・コスプレイヤーなどを含む）に関連した書きかけの項目です。この項目を加筆・訂正などしてくださる協力者を求めています（P:アイドル/PJ:芸能人）。 |